# 国際ビジネス公務員大学校
国際ビジネス公務員大学校（こくさいビジネスこうむいんだいがっこう）は、福島県郡山市にある私立専門学校である。

## 概要
新潟市に本部を置くNSGグループの傘下であり、周辺にある5校の専門学校などで構成する「FSGカレッジリーグ」の第1校目として、1984年（昭和59年）に開校した。開校当時の学校名は「郡山情報ビジネス公務員専門学校」。2015年（平成27年）には学校名を「郡山情報ビジネス公務員専門学校」に、さらに2017年（平成29年）4月には「国際ビジネス公務員大学校」に変更し、現在に至っている。
2023年現在7学科を有し、公務員試験対策・医療事務・販売・経理・事務・観光・イベント・情報・保育などを学ぶことができる。

## 沿革
- 1984年 -「郡山情報ビジネス専門学校」を開校。
- 2015年 - 郡山情報ビジネス専門学校から「郡山情報ビジネス公務員専門学校」へ校名変更。
- 2017年 - 郡山情報ビジネス公務員専門学校から「国際ビジネス公務員大学校」へ校名変更。

## 設置学科
2024年（令和6年）5月1日現在。医療事務科は女子のみの募集、他学科は全て男女共学である。
- 【商業実務専門課程】
  - 総合医療事務科
  - 医療事務科
  - 総合ビジネス科
  - 公務員科
  - 公務員短期受験科
  - ライフデザイン科1年制
  - ライフデザイン科2年制
  - 国際ビジネスマネジメント科
  - 情報ビジネス科
- 【教育・社会福祉専門課程】
  - こども保育科

## グループ校（FSGカレッジリーグ）
- 国際アート&デザイン大学校
- 国際情報工科自動車大学校
- 国際医療看護福祉大学校
- 国際ビューティ&フード大学校